# Cleeve Hill
Cleeve Hill är en kulle i Storbritannien.   Den ligger i grevskapet Gloucestershire och riksdelen England, i den södra delen av landet, 140 km väster om huvudstaden London. Toppen på Cleeve Hill är 312 meter över havet.
Terrängen runt Cleeve Hill är platt åt nordväst, men åt sydost är den kuperad. Runt Cleeve Hill är det ganska tätbefolkat, med 72 invånare per kvadratkilometer. Närmaste större samhälle är Gloucester, 17,1 km sydväst om Cleeve Hill. Trakten runt Cleeve Hill består till största delen av jordbruksmark.